# Mónus Illés
Mónus Illés, álnevén Ács Tamás, születési nevén Brandstein Illés (Balta, Orosz Birodalom, 1888. március 12. – Budapest, 1944. november 2.) szociáldemokrata politikus, újságíró.

## Életpályája
Brandstein Márkus és Letvinski Jeda gyermeke. A ma Ukrajna odesszai területében található Balta nevű településen született zsidó családban. A család az akkori cári oroszországi pogromok elől még Illés egyéves kora előtt Magyarországra költözött. Illést Mónus József cipész fogadta örökbe, ő később a magyarországi cipészek egyesületének titkára lett. Illés őt követve, mint cipőfelsőrész-készítő, Újpesten kapcsolódott be a munkásmozgalomba. A Tanácsköztársaság alatt nem tartozott pártja balszárnyához, de Peyer köréhez sem. A bőrmunkások szakszervezetében és 1922 és 1927 között a Szociáldemokrata Párt vezetőségében is töltött be tisztségeket. 1926-ban áttért az evangélikus vallásra. 1919 és 1938 között a Bőripari Munkás című szaklap szerkesztője volt, közben pedig 1934-től 1938-ig a Szocializmus illetve szintén 1934-től egészen 1939-ig a Népszava szerkesztője is volt. Mint pártja ideológusa számos füzetet írt.
1944. május 12-én a Kistarcsai Toloncházba vitték, ahol két hónapig volt fogságban, majd a felesége csempészte ki. Ősszel a Gestapo letartóztatta, a rabságból azonban október 15-én megszökött. A nyilasok a nyilas puccs után hamar elfogták, és kivégezték.

## Családja
1938. augusztus 12-én Budapesten házasságot kötött Koronya Jolánnal, Koronya Antal és Kubrák Erzsébet lányával. Felesége az 1945-ös választás után – már megözvegyülten – tagja lett a Nemzetgyűlésnek, két évvel később szintén bejutott a törvényhozásba. 1948. február 23-án az Országgyűlés háznagyának nevezték ki.

## Emlékezete
Budapest XVII. kerületében, Rákoskeresztúron az Újlak utca közelében teret neveztek el róla a rendszerváltás után. A tér nevét a Fővárosi Közgyűlés 2011-ben Dr. Kósa Pál térre változtatta.
Bonyhádon, Győrben, Mándokon, Móron, Szécsényben és Tiszaörsön utca őrzi nevét. Kunszentmártonban 1990-ig volt ilyen utca.

## Művei
- Az agrárkérdés; összeáll. Mónus Illés; Világosság Ny., Bp., 1930
- A szocializmus világképe; Esztergályos János, Bp., 1937 (Szociáldemokrata füzetek)
- A szocializmus problémáiról. Mónus Illés három előadása. Felelet néhány ellenvetésre; Szociáldemokrata Párt, Bp., 1943
- A modern szocializmus elmélete. Mónus Illés szemináriumi előadássorozatának kivonata; Népszava Könyvkereskedés, Bp., 1945 (A szocialista tudás könyvtára)
- Mónus Illés válogatott írásai; vál., tan. Szabó Ágnes és Pintér István; Kossuth, Bp., 1988

## Díjai, elismerései
- Demény Pál-emlékérem (posztumusz, 1992)